# DTV (TV-kanal)
DTV (kyrilliska: ДТВ) är en rysk TV-kanal som främst sänder underhållningsprogram, däribland importerade komediserier och dramaserier såsom CSI: Crime Scene Investigation samt lokala produktioner.
Kanalen startades 1999 under namnet Darjal TV. Svenska mediekoncernen Modern Times Group köpte 75 procent av kanalen i april 2001.  Snart bytte kanalen namn till DTV och ändrade inriktning. I augusti 2004 köpte MTG resten av DTV.
Den 16 april 2008 avslutades en affär som innebar att MTG sålde hela sitt innehav i kanalen till CTC Media.  MTG är största enskilda ägare i CTC Media som även äger kanalerna CTC och Domashny.